# Aalborg Universitetsbibliotek
Aalborg Universitetsbibliotek (forkortet AUB) er et offentligt forskningsbibliotek for det nordjyske område.
Bibliotekets primære opgave er at understøtte forskning og undervisning på Aalborg Universitet ved at stille relevant information og dokumentation til rådighed. Ved Aalborg Universitet er der ca. 2.000 ansatte og mere end 14.000 studerende.
Universitetsbiblioteket er geografisk placeret på Kroghstræde 3 i Aalborg, hvortil der er knyttet mindre filialer placeret på universitetsområdet i henholdsvis Aalborg, Esbjerg og København.
|  | Denne artikel om en bygning eller et bygningsværk kan blive bedre, hvis der indsættes et (bedre) billede. Du kan hjælpe ved at afsøge Wikimedia Commons for et passende billede eller lægge et op på Wikimedia Commons med en af de tilladte licenser og indsætte det i artiklen. |

57°01′14.88″N 9°58′41.78″Ø / 57.0208000°N 9.9782722°Ø